# Dovyalis verrucosa
Dovyalis verrucosa är en videväxtart som först beskrevs av Ferdinand von Hochstetter, och fick sitt nu gällande namn av Otto Warburg. Dovyalis verrucosa ingår i släktet Dovyalis och familjen videväxter. Inga underarter finns listade i Catalogue of Life.